# 太子佛

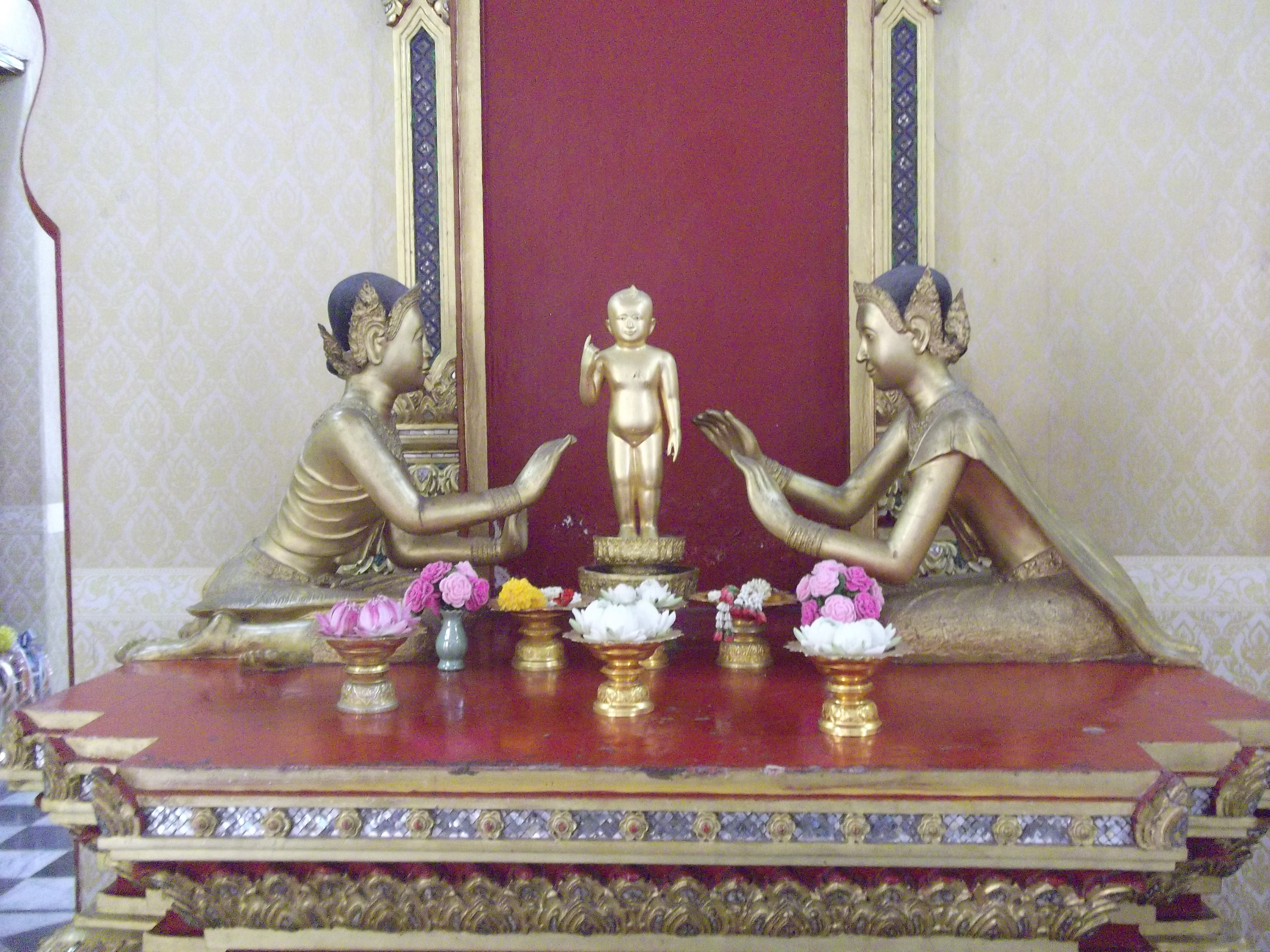
泰国佛统大塔的太子佛雕像

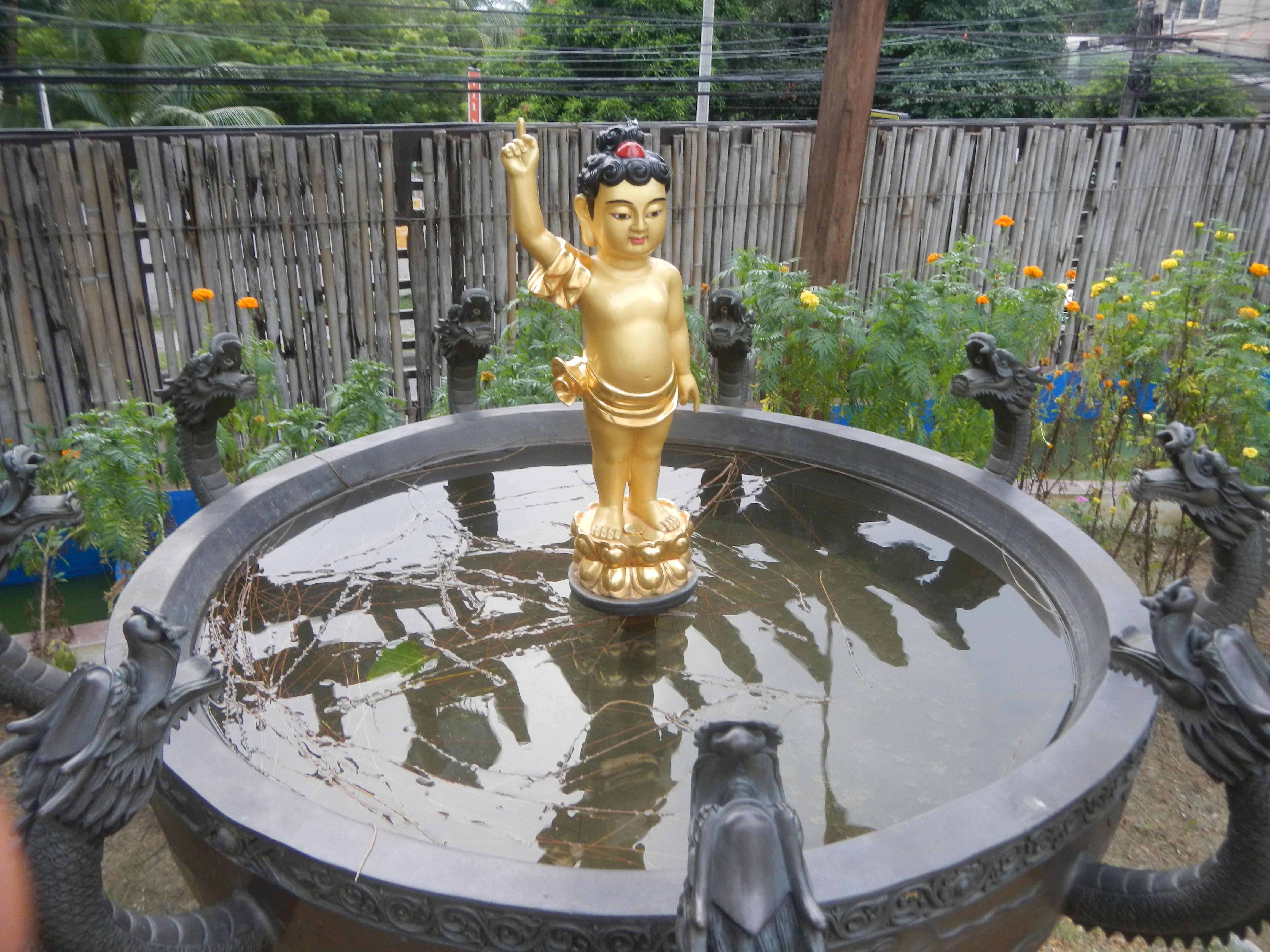
浴佛盆

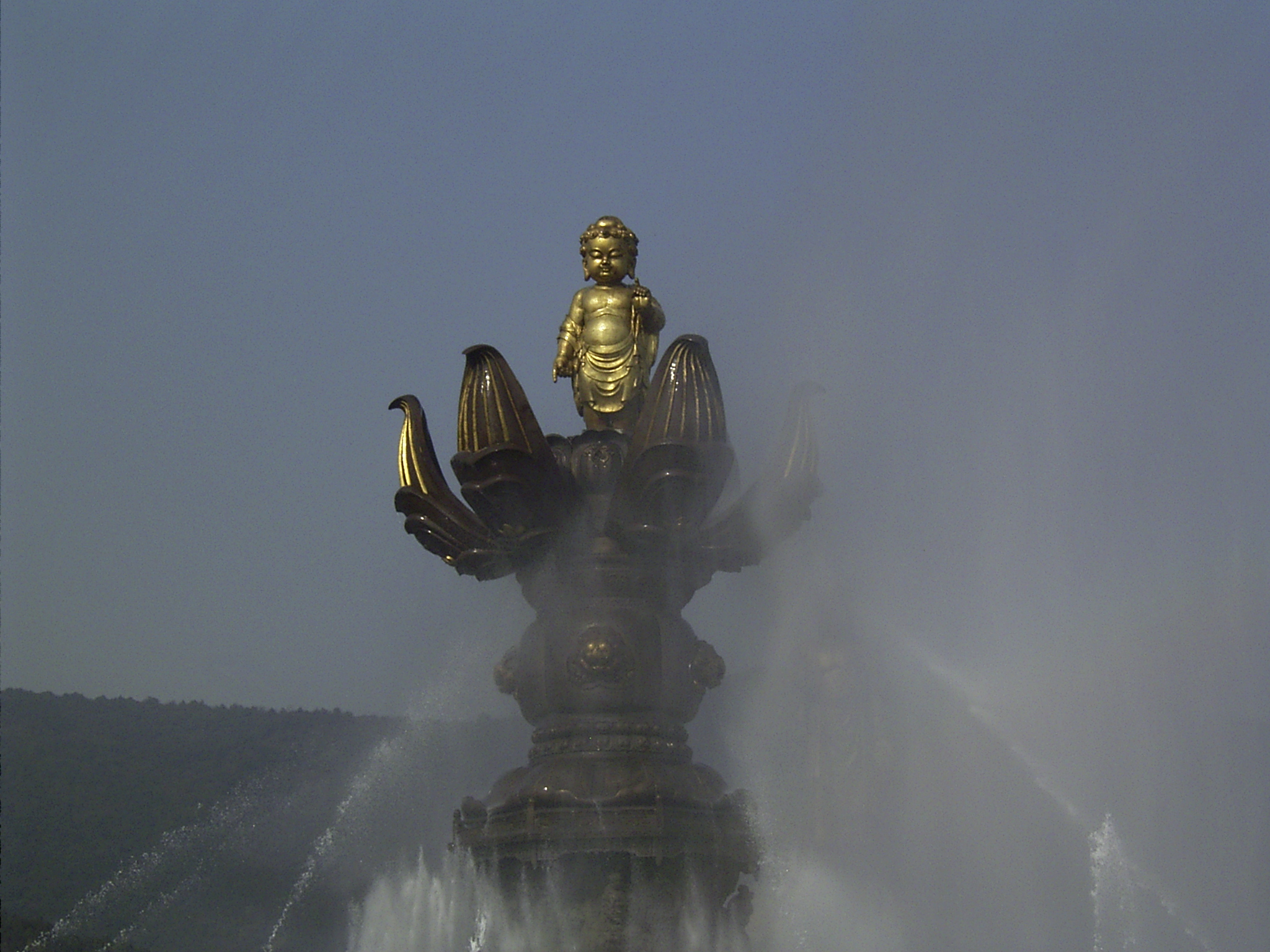
灵山大佛广场的浴佛喷泉

诞生佛，又名浴佛、太子佛，是释迦牟尼诞生时的形象。通常为身上披着一条浴巾，一手指天，一手指地。
太子佛多见于佛诞节期间，常放在九龙盆里，配有一条用来浴佛的勺子。

## 图库

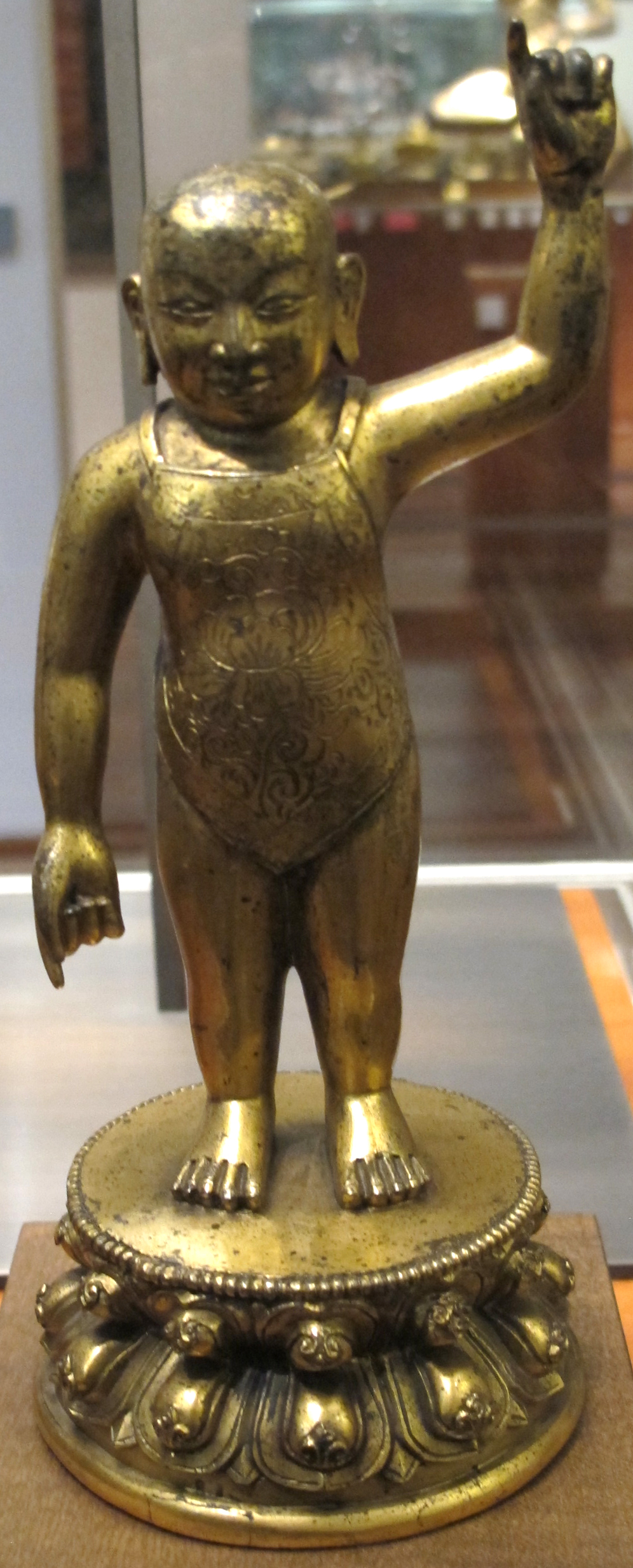
明代的太子佛，身穿肚兜，完全不是佛的形象。
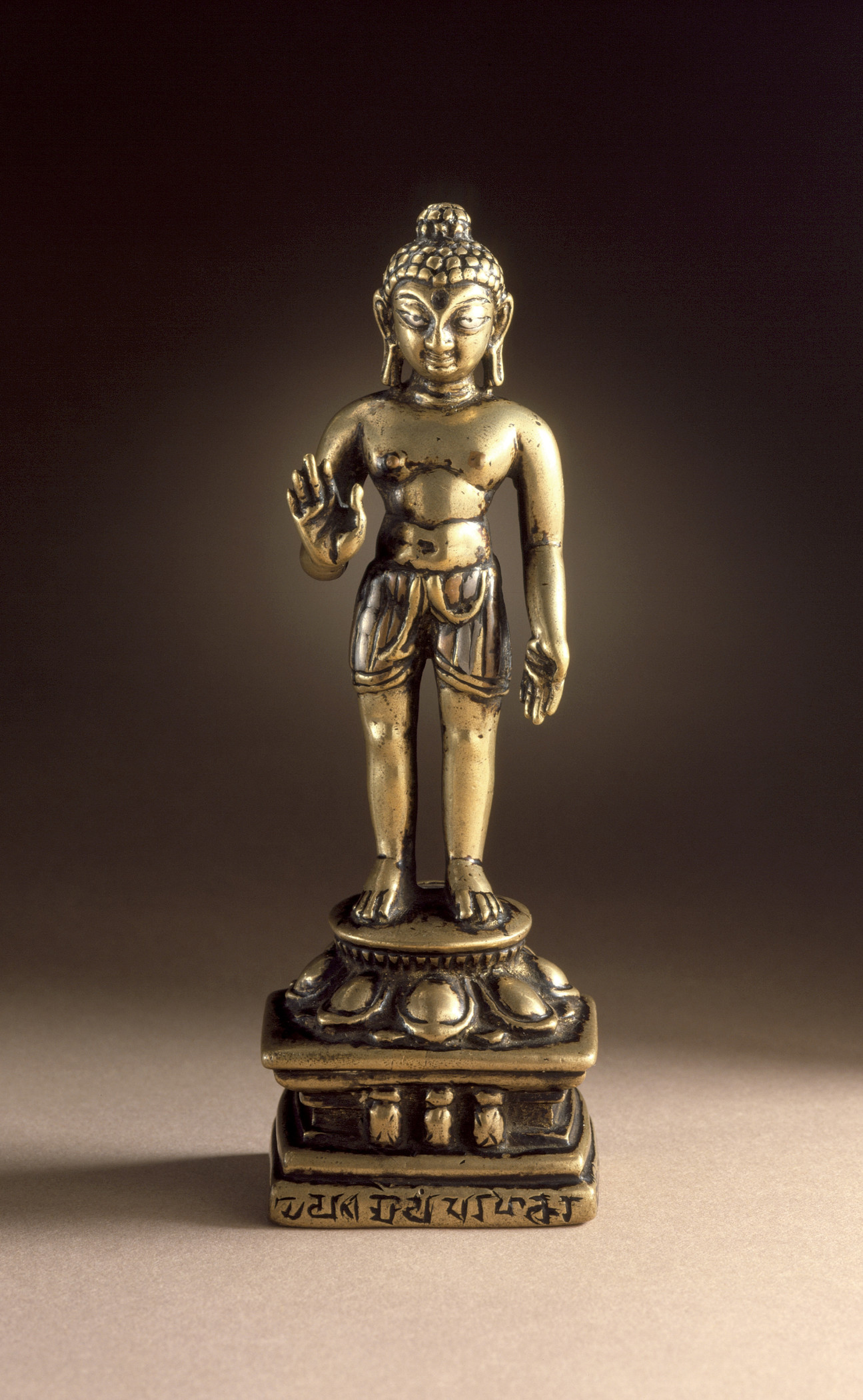
查谟-克什米尔的太子佛
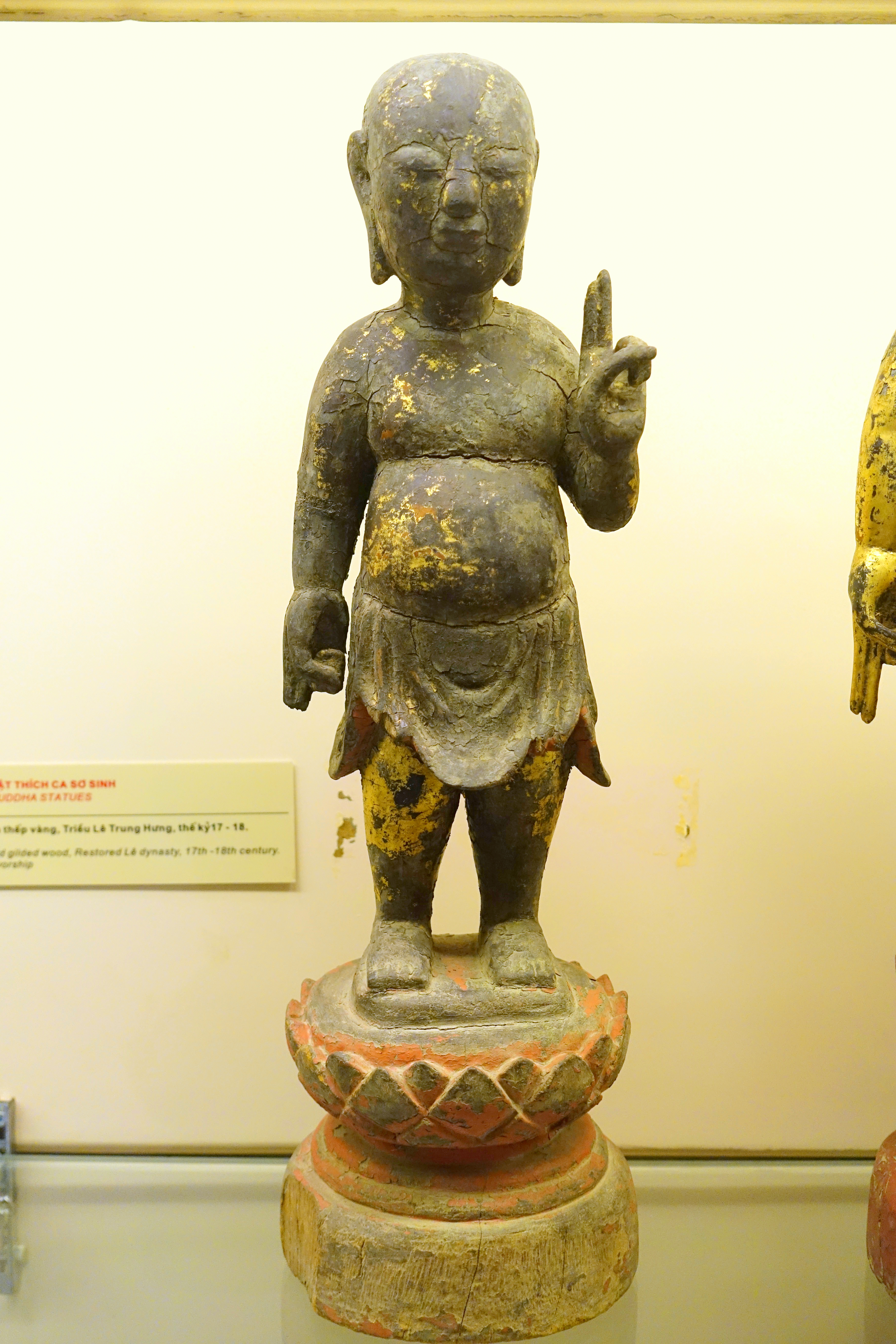
越南后黎朝的太子佛
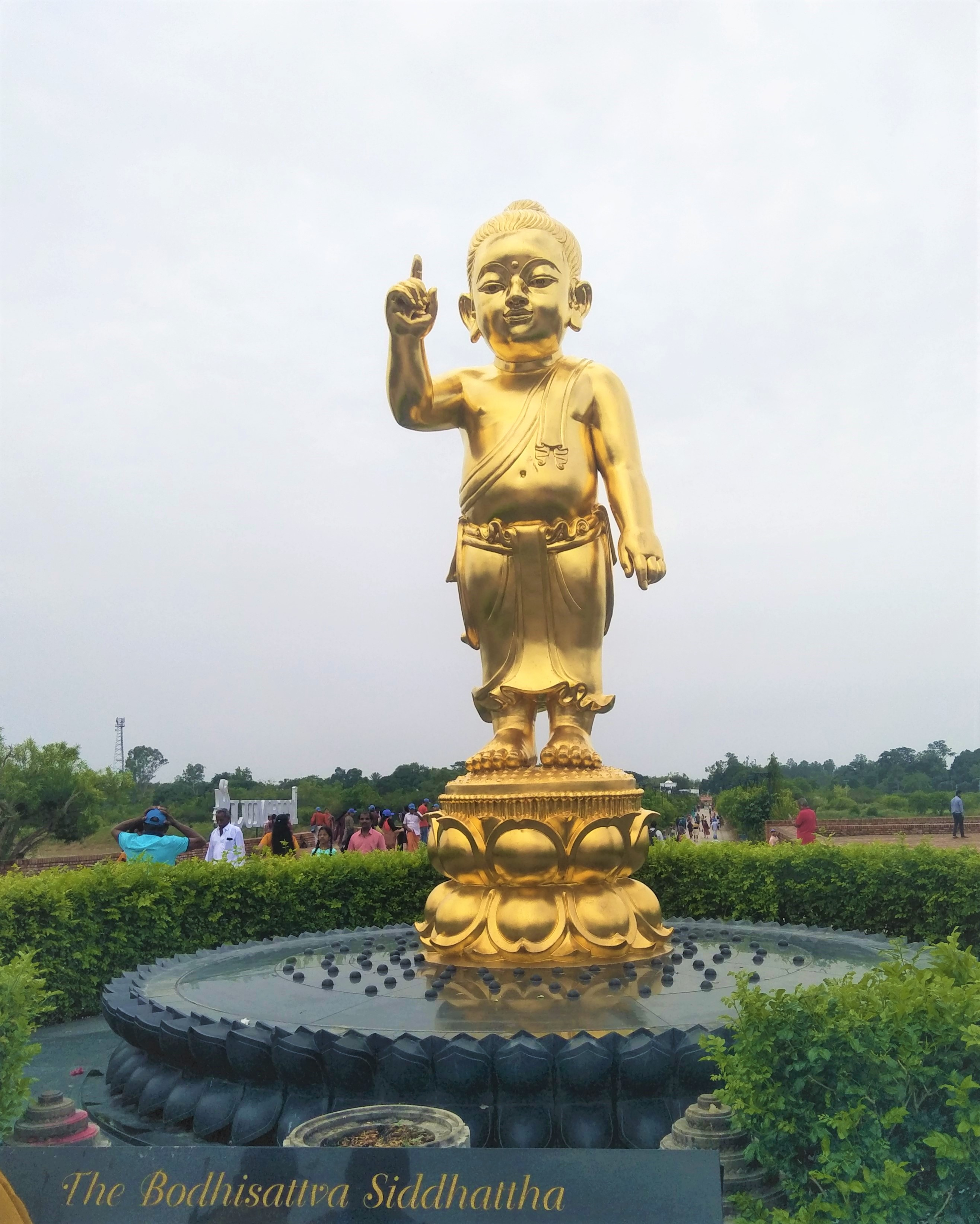
尼泊尔蓝毗尼的太子佛像
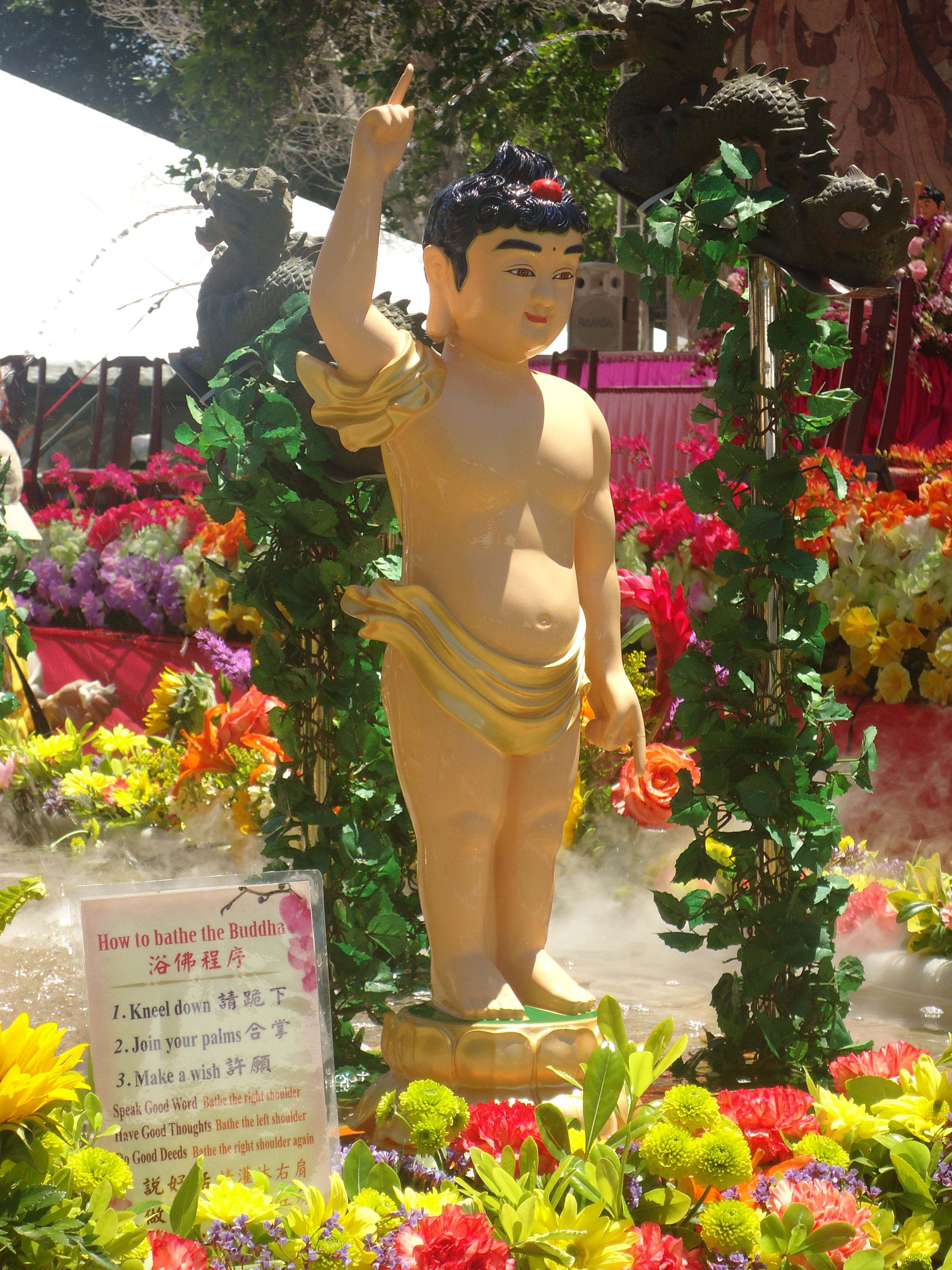
汉传佛教的最常见形象